# Melanoplus meridionalis
Melanoplus meridionalis är en insektsart som beskrevs av Scudder, S.H. 1897. Melanoplus meridionalis ingår i släktet Melanoplus och familjen gräshoppor. Inga underarter finns listade i Catalogue of Life.